# Echten (Drenthe)
Pour les articles homonymes, voir Echten.
Echten est un village néerlandais de la commune de De Wolden, situé dans la province de Drenthe. Le 1er janvier 2020, la population s'élevait à 375 habitants.
Le village situé à 5 km à l'ouest d'Hoogeveen abrite Huis te Echten, un manoir du XVIIIe siècle entouré de douves et d'un jardin.